# Municipio de Jo Daviess
El municipio de Jo Daviess (en inglés: Jo Daviess Township) es un municipio ubicado en el condado de Faribault en el estado estadounidense de Minnesota. En el censo de 2010 tenía una población de 245 habitantes y una densidad poblacional de 2,64 personas por km².

## Geografía
El municipio de Jo Daviess se encuentra ubicado en las coordenadas 43°37′39″N 94°10′54″O / 43.62750, -94.18167. Según la Oficina del Censo de los Estados Unidos, el municipio tiene una superficie total de 92.87 km², de la cual 92,75 km² corresponden a tierra firme y (0,13 %) 0,12 km² es agua.

## Demografía
Según el censo de 2010, había 245 personas residiendo en el municipio de Jo Daviess. La densidad de población era de 2,64 hab./km². De los 245 habitantes, el municipio de Jo Daviess estaba compuesto por el 97,96 % blancos, el 0,41 % eran afroamericanos, el 1,22 % eran de otras razas y el 0,41 % eran de una mezcla de razas. Del total de la población el 1,22 % eran hispanos o latinos de cualquier raza.